# 从化温泉

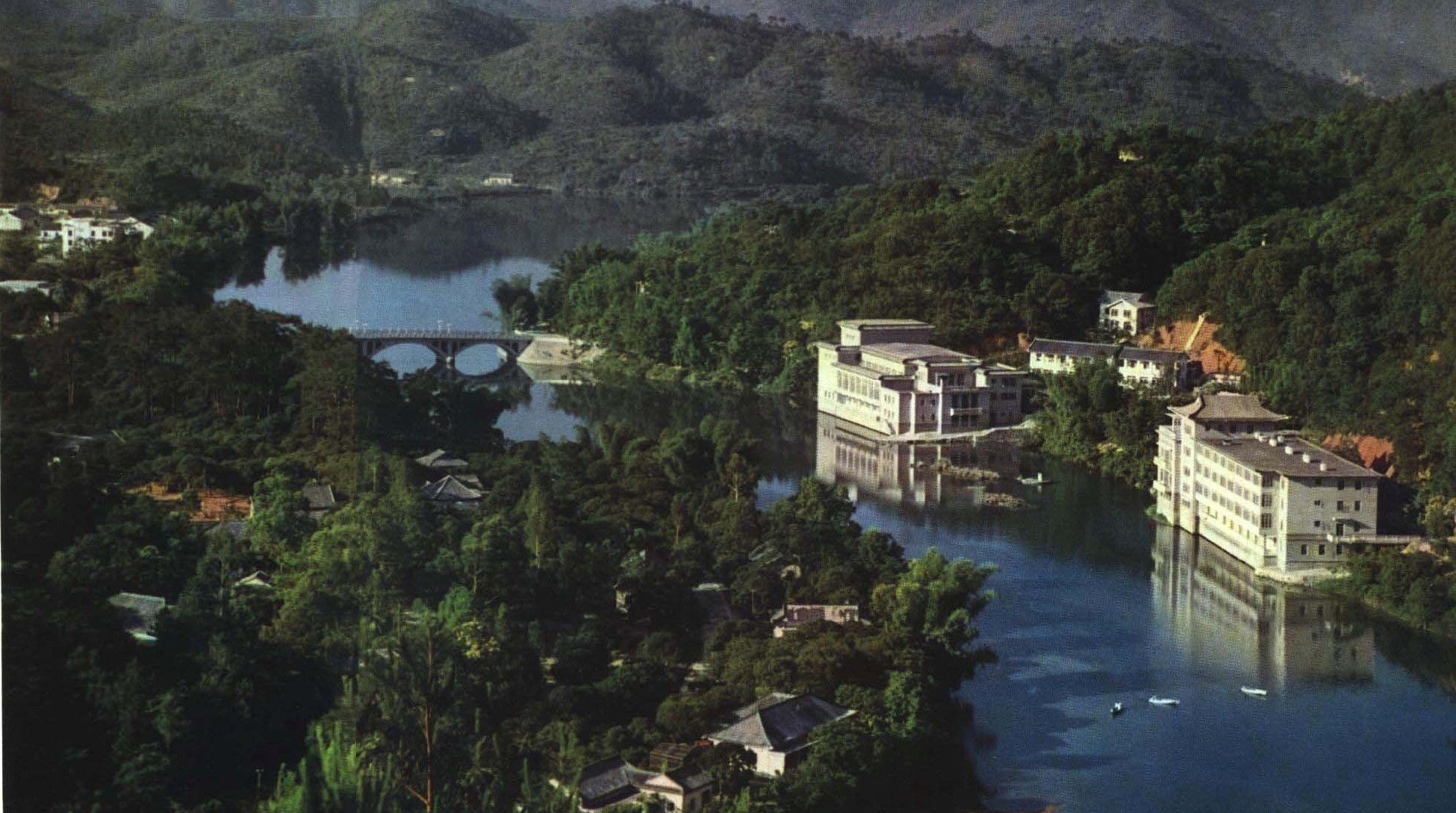
1964年的从化广东温泉宾馆

从化温泉，位于中国广东省广州市从化区温泉镇，广州－从化断裂北端。面积14.5平方公里，流溪河穿流其间，又称流溪河温泉。泉水附存于燕山期花岗岩裂隙中，沿流溪河两岸及谷底成带状分布，水温30～76摄氏度，含氡、钠、钾、钙、镤等多种元素，属泉类。对关节炎和皮肤病、高血压、神经痛等疾病有辅助疗效，泉水还可饮用。广东省人民政府在流溪河两岸设有广东温泉宾馆，用于接待国内外贵宾及国家领导。